# آدولف هاینریش فون آرنیم-بویتسنبورگ
آدولف هاینریش فون آرنیم-بویتسنبورگ (انگلیسی: Adolf Heinrich von Arnim-Boitzenburg؛ ۱۰ آوریل ۱۸۰۳ – ۸ ژانویهٔ ۱۸۶۸) یک سیاست‌مدار اهل آلمان و اولین نخست‌وزیر پروس بود.وی هم‌چنین از ۱۹ تا ۲۱ مارس وزیر امور خارجه این کشور بود.